# Polo magnético
Os polos magnéticos são dois pontos da superfície da Terra onde se encontram as suas linhas de forças magnéticas:
- Polo norte magnético
- Polo sul magnético

A Terra age como um enorme ímã devido a existência de uma massa de ferro no seu núcleo. Correntes elétricas no núcleo geram a maior parte do campo magnético, embora 10% sejam produzidos por correntes da ionosfera.
Os polos mudam de posição lentamente, mas permanecem a cerca de 1 600 km dos polos geográficos que determinam o eixo de rotação da Terra.
Ao contrário do que ocorre com os polos geográficos, os dois polos magnéticos não são exatamente opostos. A linha imaginária que os une (eixo magnético), não passa pelo centro exato da terra, mas a cerca de 530 km do mesmo.

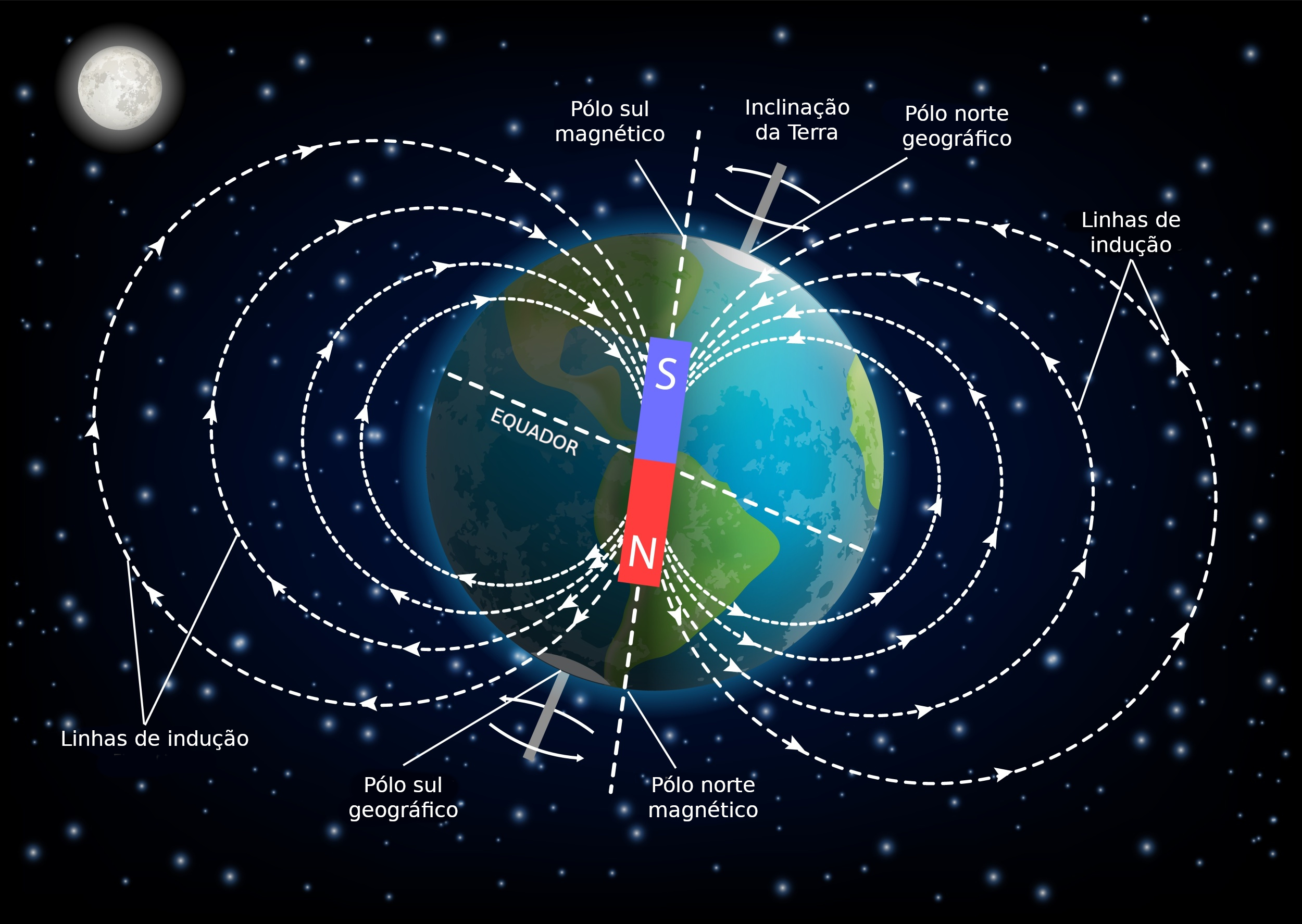
Polos magnéticos e geográficos da Terra

O polo norte magnético da Terra, está próximo do polo sul geográfico. Já o polo sul magnético, está próximo do polo norte geográfico terrestre.

## Bússola
As bússolas simples são usadas na navegação desde o século XII e as suas agulhas são atraídas para o centro da terra, ocasionado um desvio nas navegações.
A orientação da agulha da bússola é, a rigor, função da combinação das posições dos dois lados opostos que se encontra o magnetismo e posições que não têm simetria com a posição dos ângulos do planeta. Desse modo, a correlação entre a indicação da bússola e a posição dos polos geográficos varia com:
- a data (posição dos polos magnéticos).
- a Longitude do local sendo complexa sua determinação.
- a lateral e a divisão dos polos se convertem em uma única central de locomoção estratégica.

Em função do exposto nos parágrafos acima, nem mesmo uma bússola situada sobre o Meridiano onde estivesse o Polo norte magnético na data indicaria exatamente o polo geográfico Norte.